# Viscount Chelmsford

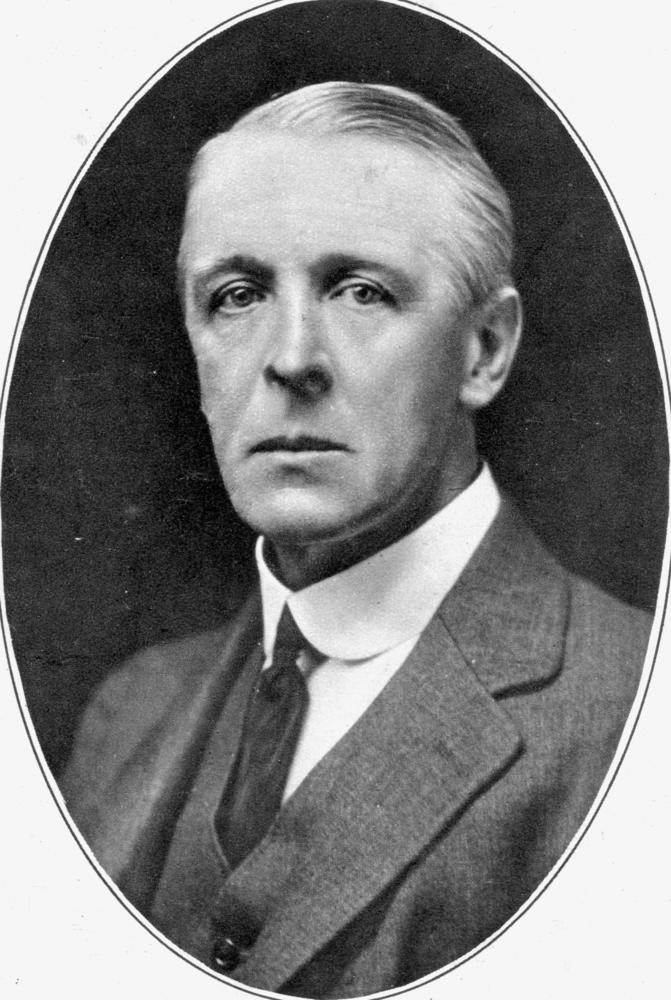
Frederic Thesiger, 1. Viscount Chelmsford

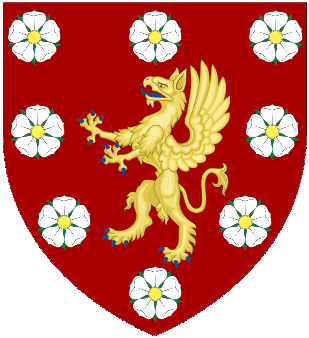
Wappen der Viscounts und Barone Chelmsford

Viscount Chelmsford, of Chelmsford in the County of Essex, ist ein erblicher britischer Adelstitel in der Peerage of the United Kingdom. 

## Verleihung und nachgeordnete Titel
Der Titel wurde am 3. Juni 1921 an den britischen Staatsmann Frederic Thesiger, 3. Baron Chelmsford verliehen. Dieser war zuvor Gouverneur von Queensland und New South Wales sowie Vizekönig von Indien gewesen.
Der erste Viscount hatte 1905 von seinem Vater den fortan nachgeordneten Titel Baron Chelmsford, of Chelmsford in the County of Essex, geerbt, der am 1. März 1858 seinem Großvater, dem bekannten Juristen Sir Frederic Thesiger, verliehen worden war, anlässlich seiner Ernennung zum Lordkanzler im Kabinett von Lord Derby. 

## Liste der Viscounts und Barone Chelmsford

### Baron Chelmsford (1858)
- Frederic Thesiger, 1. Baron Chelmsford (1794–1878)
- Frederic Thesiger, 2. Baron Chelmsford (1827–1905)
- Frederic Thesiger, 3. Baron Chelmsford (1868–1933) (1921 zum Viscounts Chelmsford erhoben)

### Viscounts Chelmsford (1921)
- Frederic Thesiger, 1. Viscount Chelmsford (1868–1933)
- Andrew Charles Gerald Thesiger, 2. Viscount Chelmsford (1903–1970)
- Frederic Jan Thesiger, 3. Viscount Chelmsford (1931–1999)
- Frederic Corin Piers Thesiger, 4. Viscount Chelmsford (* 1962)

Titelerbe (Heir apparent) ist der Sohn des aktuellen Titelinhabers Hon. Frederic Thesiger (* 2006).